# 中央区立図書館
中央区立図書館（ちゅうおうくりつとしょかん）は、東京都中央区が設立・運営する公共図書館の総称および組織名。
京橋図書館（本の森ちゅうおう）・月島図書館・日本橋図書館・晴海図書館の4館からなる。中央区の在住・在勤（在学）者でなくても利用可能で、利用カードを作成し、禁帯出でない図書館資料を借りることができる。

## 沿革

### 京橋図書館

#### 築地以前
- 1911年（明治44年）：東京市立京橋簡易図書館として設立認可を受け開館（京橋尋常小学校内）[1]
- 1922年（大正11年）：京橋区金六町の大礼記念京橋会館内に移転、1923年4月に閲覧を開始[2]
- 1923年（大正12年）：関東大震災で焼失、翌年仮館舎で再開
- 1927年（昭和2年）：京橋区木挽町に移転

#### 築地時代
- 1929年（昭和4年）8月：京橋区役所庁舎完成に伴い移転[2]
- 1950年（昭和25年）：日本橋図書館・月島図書館を含めて中央区に移管[3]
- 1961年（昭和36年）：実業資料室を開設
- 1967年（昭和42年）：中央区役所建て替えに伴い、有馬・京華・城東小学校に分散して図書館業務を継続[4]
- 1970年（昭和45年）：区役所新庁舎完成に伴い、現館舎に復帰[4]

#### 新富時代
- 2022年（令和4年）8月31日：移転のため旧京橋図書館（築地1丁目）閉館[5]
- 2022年（令和4年）12月4日：新富1丁目の「本の森ちゅうおう」内に移転開館[5]

### 日本橋図書館

#### 日本橋通時代
- 1909年（明治42年）：東京市立日本橋簡易図書館として設立認可を受け開館（城東尋常小学校内）[6]。
- 1923年（大正12年）：関東大震災で焼失、同年11月に仮館舎で再開[7]。
- 1944年（昭和19年）：戦争激化に伴い休館。
- 1948年（昭和23年）：戦時中の休止状態から再開[8]。
- 1957年（昭和32年）：区立久松中学校に勤労青少年の読書施設として両国図書閲覧室を開設。
- 1958年（昭和33年）：日本橋蛎殻町の日本橋特別出張所（旧日本橋区役所）内に蛎殻町児童読書室を開設。

#### 蛎殻町→人形町時代
- 1971年（昭和46年）：日本橋特別出張所内に移転[9]、両国・蛎殻町の読書施設を統合。
- 1994年（平成6年）：日本橋人形町に完成した複合施設に移転。
- 2016年（平成28年）：複合施設に同居する日本橋小学校の校舎拡大に伴う改修工事のため、一部休館。
- 2017年（平成29年）：改修工事の終了。全館再オープン。

### 月島図書館

#### 晴海移転以前
- 1914年（大正2年）：東京市立月島簡易図書館として設立認可を受け開館（月島尋常小学校内）[10]。
- 1915年（大正3年）：月島小校舎改築に伴い佃島尋常小学校内に移転[7]。
- 1923年（大正12年）：関東大震災で焼失、同年11月に仮館舎で再開。
- 1925年（大正14年）：月島尋常小学校校舎完成に伴い同小学校内に移転。
- 1928年（昭和3年）：月島第二尋常小学校校舎完成に伴い同小学校内に移転。
- 1944年（昭和19年）：戦争激化に伴い休館。
- 1954年（昭和29年）：区立月島簡易図書館として再開。

#### 晴海移転→月島復帰
- 1958年（昭和33年）：晴海町三丁目に移転[9]。
- 1971年（昭和46年）：晴海団地内の晴海社会教育会館内に再度移転。
- 1988年（昭和63年）：現在地に竣工した月島区民センター内に移転。

### 晴海図書館
- 2024年（令和6年）：晴海四丁目に開館（晴海区民センター内）。

## 施設

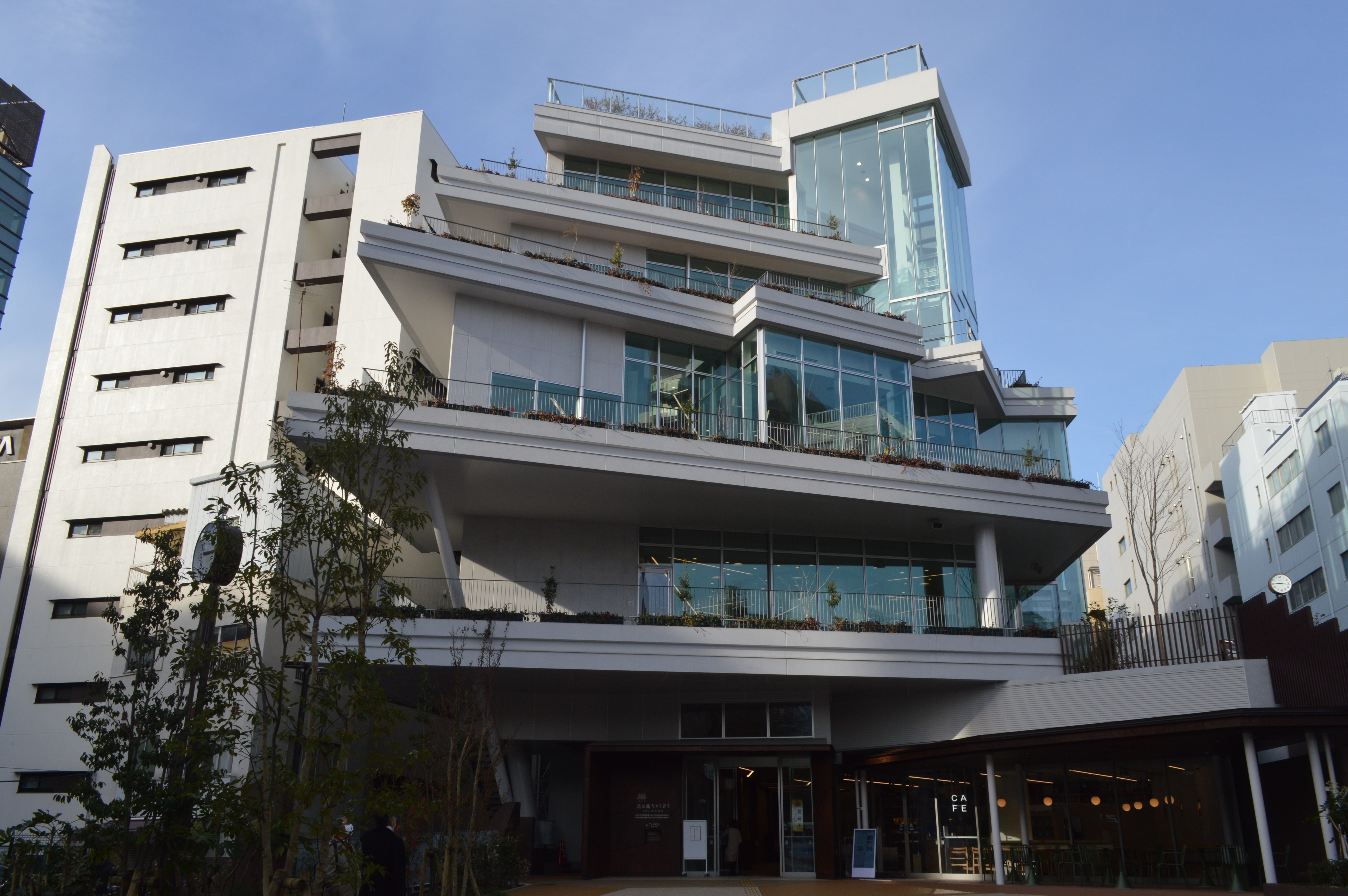
本の森ちゅうおう（京橋図書館）

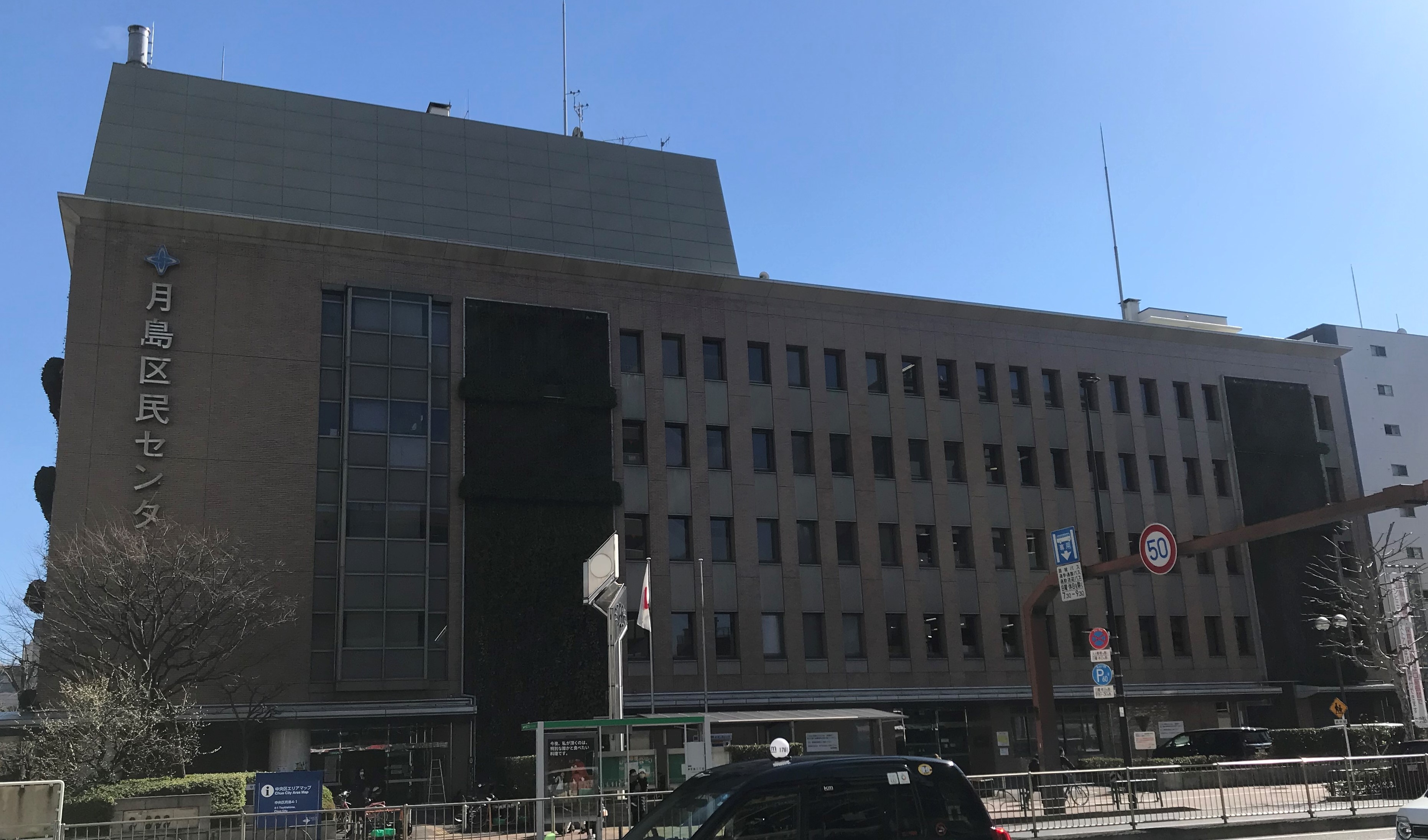
月島区民センター（月島図書館）

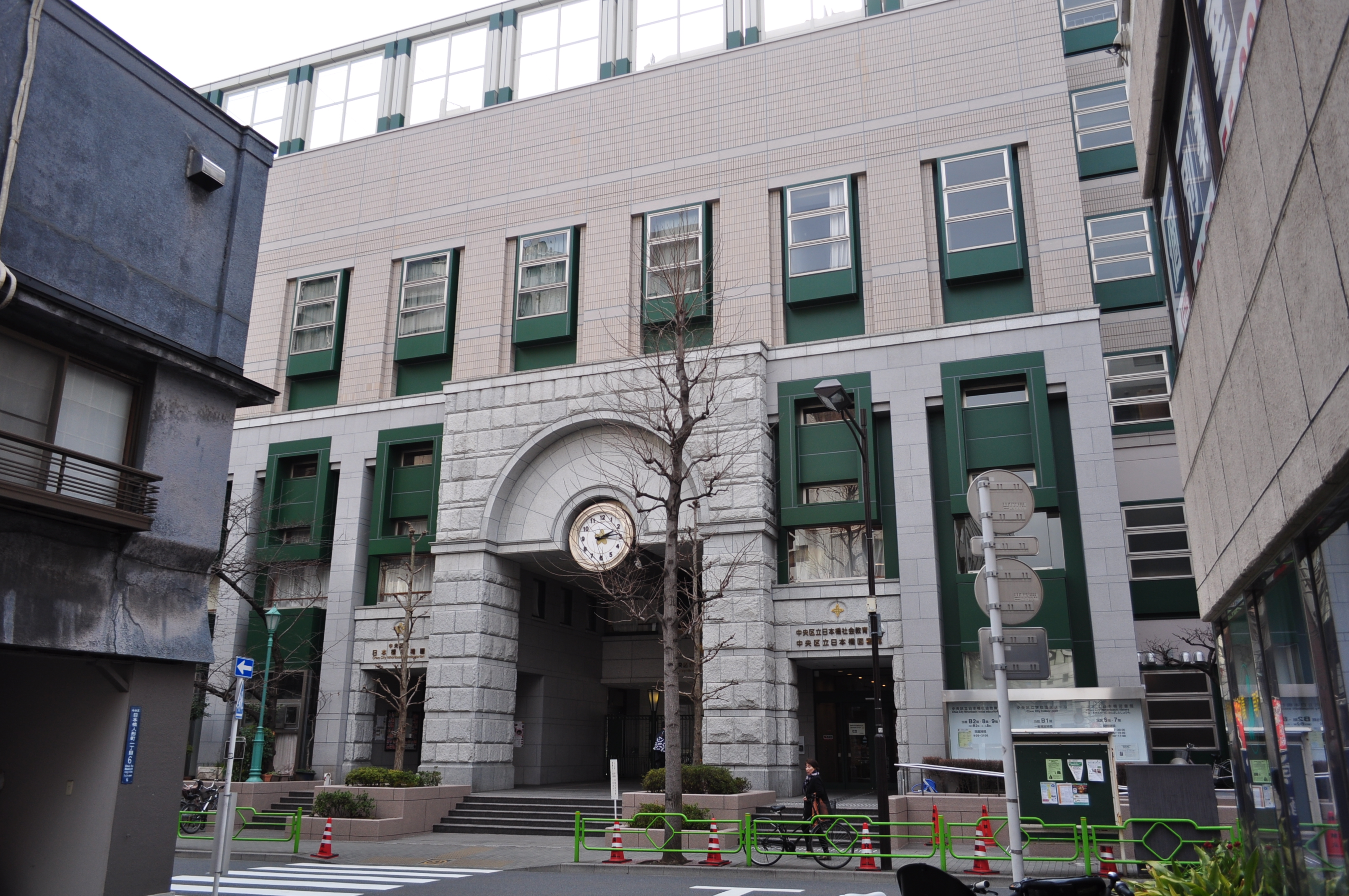
日本橋図書館

### 京橋図書館
- 中央区立京橋図書館（本の森ちゅうおう）
- 東京都中央区新富1-13-14
- 鉄骨造（一部鉄筋コンクリート造）、地上6階、地下1階建て、延べ床面積約8,600平方メートル[11][5]
- 蔵書数約42万冊（2022年現在）[11]
- 収蔵余力7万冊[5]
- 座席数約450席[11]

2022年（令和4年）8月末で旧京橋図書館（築地1丁目）が移転し、「本の森ちゅうおう」（新富1丁目）として同年12月4日にオープン。郷土資料館を併設している。

### 月島図書館
- 中央区立月島図書館
- 東京都中央区月島4-1-1（月島区民センター内）

### 日本橋図書館
- 中央区立日本橋図書館
- 東京都中央区日本橋人形町1-1-17（日本橋小学校等複合施設内）

### 晴海図書館
- 中央区立晴海図書館
- 東京都中央区晴海4-8-1（晴海区民センター内）

## 利用案内
開館時間
- 月曜から土曜 9:00-21:00
- 日曜・祝日 9:00-17:00
- 地域資料室 9:00-17:00

休館日
- 第三木曜日、年末年始、その他特別整理や施設保守点検のための臨時休館

休館日・閉館後でも、投函することで図書等の返却が可能な「ブックポスト」が各図書館の建物近辺に設置されているほか、2019年5月には、佃のシニアセンター入口付近にも追加にて設置された。